# Torneio de Roland Garros de 2024
O Torneio de Roland Garros de 2024 foi um torneio de tênis disputado nas quadras de saibro do Stade Roland Garros, em Paris, na França, entre 26 de maio e 9 de junho. Corresponde à 57ª edição da era aberta e a 123ª de todos os tempos.
Na segunda final mais longa do Grand Slam até agora, Carlos Alcaraz levantou o primeiro troféu em Paris ao derrotar Alexander Zverev por 3 sets a 2. Ele tornou-se o jogador mais jovem a conseguir o êxito maior nas três superfícies da categoria – o fez na grama de Wimbledon, em 2023, e do piso duro do US Open, em 2022.
A número 1 do mundo Iga Świątek confirmou o favoritismo com o quarto título – terceiro seguido – de Roland Garros. Sua maior dificuldade foi contra a também multicampeã Naomi Osaka, na segunda fase, onde perdeu um set – o único. Nos últimos quatro jogos, aplicou três 6–0, sendo um duplo (a chamada bicicleta). No confronto derradeiro, derrotou facilmente a italiana Jasmine Paolini, que nunca tinha chegado tão longe nesse tipo de evento.
Nas duplas, mais derrotas italianas: Marcelo Arévalo e Mate Pavić levaram a melhor sobre Andrea Vavassori e Simone Bolelli. Pavić completou os quatro troféus de majors, cada um com uma parceria diferente. Coco Gauff e Kateřina Siniaková derrotaram Sara Errani e Jasmine Paolini na final. Chegando ao oitavo troféu da categoria, é o primeiro triunfo do tipo de Siniaková com uma nova companheira de quadra.
Com um convite de última hora, Laura Siegemund se associou a Édouard Roger-Vasselin e não se arrependeu. Fizeram uma campanha de duros jogos com match tiebreaks, mas só precisaram de dois sets na final. Vasselin foi o primeiro francês a vencer mistas em casa depois de 17 anos – a última tinha sido Nathalie Dechy, em 2007.

## Quatro novas chaves
Pela primeira vez no torneio, os cadeirantes juvenis poderão jogar. É o segundo evento do Grand Slam a fazer essa expansão – o primeiro foi o US Open, em 2022. No entanto, a chaves em Paris são 50% menores, com 4 simplistas e 2 duplas, para masculino e feminino.

## Proibição de bebidas alcoólicas
Após dois incidentes envolvendo a torcida, a organização do torneio proibiu o uso de bebidas alcoólicas nas arquibancadas.
O primeiro foi na primeira rodada masculina, quando o belga David Goffin enfrentou o jogador da casa Giovanni Mpetshi Perricard. Ele alega ter tomado uma cusparada e recebido ofensas. A reclamação também partiu de Iga Świątek, que no confronto contra Naomi Osaka, disse que não conseguia se concentrar com os gritos vindos das cadeiras.

## Transmissão
Esta é a lista de países e canais designados a transmitir o torneio durante a edição em questão:
Países lusófonos

| País(es) | Canal(is)  |
| -------- | ---------- |
| Brasil   | ESPN Star+ |
| Portugal | Eurosport  |

Resto do mundo
| País(es)                           | Canal(is)                                           |
| Países avulsos                     |                                                     |
| ---------------------------------- | --------------------------------------------------- |
| Austrália                          | Nine Network Stan Sport                             |
| Áustria                            | ServusTV [en]                                       |
| Bélgica                            | VRT (RTBF)                                          |
| Canadá                             | RDS [en] TSN                                        |
| China                              | CCTV-5 iQIYI                                        |
| Coreia do Sul                      | TVN                                                 |
| Estados Unidos                     | Bally Sports [en] NBC Sports Peacock Tennis Channel |
| França                             | Francetv Sport Prime Video                          |
| Índia                              | Sony TEN [en]                                       |
| Japão                              | WOWOW                                               |
| Mongólia                           | Premier Sports [en]                                 |
| Nova Zelândia                      | Sky [en]                                            |
| Suíça                              | SRG SSR                                             |
| Taiwan                             | ELTA TV [zh]                                        |
| Vietname                           | VTV                                                 |
| Regiões                            |                                                     |
| África subsaariana                 | Canal+ Afrique [en] SuperSport                      |
| América espanhola                  | ESPN                                                |
| Ásia Norte da África Oriente Médio | beIN Sports                                         |
| Europa                             | Eurosport                                           |

## Pontuação e premiação

### Distribuição de pontos
ATP e WTA informam suas pontuações em Grand Slam, distintas entre si, em simples e em duplas. A ITF responde exclusivamente pelos juvenis e cadeirantes.
Considerado torneio amistoso, o de duplas mistas não gera pontos.
No juvenil, os simplistas jogam duas fases de qualificatório, mas só os que passam à chave principal pontuam. Em duplas, a pontuação é por jogador. A partir da fase com 16, os competidores recebem pontos adicionais de bônus (os valores da tabela já somam as duas pontuações).

#### Profissional
| Evento            | V    | F    | SF  | QF  | R16 | R32 | R64 | R128 | Q  | Q3 | Q2 | Q1 |
| Simples masculino | 2000 | 1300 | 800 | 400 | 200 | 100 | 50  | 10   | 30 | 16 | 8  | 0  |
| Duplas masculinas | 2000 | 1200 | 720 | 360 | 180 | 90  | 0   | —    | —  | —  | —  | —  |
| Simples feminino  | 2000 | 1300 | 780 | 430 | 240 | 130 | 70  | 10   | 40 | 30 | 20 | 2  |
| Duplas femininas  | 2000 | 1300 | 780 | 430 | 240 | 130 | 10  | —    | —  | —  | —  | —  |

| Evento            | V    | F   | SF  | QF  | R16 | R32 | R64 | Q  | Q2 | Q1 |
| Simples Masculino | 1000 | 700 | 490 | 300 | 180 | 90  | 30* | 20 | 0  | 0  |
| Simples Feminino  | 1000 | 700 | 490 | 300 | 180 | 90  | 30* | 20 | 0  | 0  |
| Duplas Masculinas | 750  | 525 | 367 | 225 | 135 | 0   | —   | —  | —  | —  |
| Duplas Femininas  | 750  | 525 | 367 | 225 | 135 | 0   | —   | —  | —  | —  |

| Evento               | V   | F   | SF/3º lugar | QF/4º lugar | R16 |
| Simples              | 800 | 500 | 375         | 200         | 100 |
| Simples tetraplégico | 800 | 500 | 375         | 100         | —   |
| Duplas               | 800 | 500 | 375         | 100         | —   |
| Duplas tetraplégicas | 800 | 100 | —           | —           | —   |

### Premiação
A premiação geral aumentou 8% em relação a 2023. Os títulos de simples tiveram um acréscimo de € 100.000 cada.
Juvenis não são pagos. Outras disputas, como a de cadeirantes, não tiveram os valores detalhados; estão inclusos em "Outros eventos".
| Evento                 | V           | F           | SF        | QF        | Últimos 16 | Últimos 32 | Últimos 64 | Últimos 128 | Q3       | Q2       | Q1       |
| Contemplados           | 1           | 1           | 2         | 4         | 8          | 16         | 32         | 64          | 16       | 32       | 64       |
| Simples (2)            | € 2.400.000 | € 1.200.000 | € 650.000 | € 415.000 | € 250.000  | € 158.000  | € 110.000  | € 73.000    | € 41.000 | € 28.000 | € 20.000 |
| Duplas (2)             | € 590.000   | € 295.000   | € 148.000 | € 80.000  | € 43.500   | € 27.500   | € 17.500   | —           | —        | —        | —        |
| Duplas mistas          | € 122.000   | € 61.000    | € 31.000  | € 17.500  | € 10.000   | € 5.000    | —          | —           | —        | —        | —        |
| Simples cadeirante (2) | € 62.000    | € 31.000    | € 20.000  | € 12.000  | € 8.500    | —          | —          | —           | —        | —        | —        |
| Simples tetraplégico   | € 62.000    | € 31.000    | € 20.000  | € 12.000  | —          | —          | —          | —           | —        | —        | —        |
| Duplas cadeirantes (2) | € 21.000    | € 11.000    | € 8.000   | € 5.000   | —          | —          | —          | —           | —        | —        | —        |
| Duplas tetraplégicas   | € 21.000    | € 11.000    | € 8.000   | —         | —          | —          | —          | —           | —        | —        | —        |

Total dos eventos acima: € 51.260.000
Outros eventos + per diem (estimado): € 2.218.000
Total da premiação: € 53.478.000

## Cabeças de chave
Cabeças baseados(as) nos rankings de 20 de maio de 2024. Dados de Ranking e Pontos anteriores são de 27 de maio de 2024.
Em verde, o(s) cabeça(s) de chave campeão(ões). Em vermelho, o(s) vice-campeão(ões).

### Simples

#### Masculino
| Cabeça | Ranking | Jogador                 | Pontos anteriores | Pontos a defender | Pontos conquistados | Nova pontuação | Eliminado na | Eliminado por              |
| ------ | ------- | ----------------------- | ----------------- | ----------------- | ------------------- | -------------- | ------------ | -------------------------- |
| 1      | 1       | Novak Djokovic          | 9.960             | 2.000             | 400                 | 8.360          | QF, w.o.     | Casper Ruud [7]            |
| 2      | 2       | Jannik Sinner           | 8.770             | 45                | 800                 | 9.525          | SF           | Carlos Alcaraz [3]         |
| 3      | 3       | Carlos Alcaraz          | 7.300             | 720               | 2.000               | 8.580          | Campeão      | –                          |
| 4      | 4       | Alexander Zverev        | 6.305             | 720               | 1.300               | 6.885          | F            | Carlos Alcaraz [3]         |
| 5      | 5       | Daniil Medvedev         | 6.295             | 10                | 200                 | 6.485          | 4ª fase      | Alex de Minaur [11]        |
| 6      | 6       | Andrey Rublev           | 4.700             | 90                | 100                 | 4.710          | 3ª fase      | Matteo Arnaldi             |
| 7      | 7       | Casper Ruud             | 4.425             | 1.200             | 800                 | 4.025          | SF           | Alexander Zverev [4]       |
| 8      | 8       | Hubert Hurkacz          | 3.885             | 90                | 200                 | 3.995          | 4ª fase      | Grigor Dimitrov [10]       |
| 9      | 9       | Stefanos Tsitsipas      | 3.700             | 360               | 400                 | 3.740          | QF           | Carlos Alcaraz [3]         |
| 10     | 10      | Grigor Dimitrov         | 3.555             | 180               | 400                 | 3.775          | QF           | Jannik Sinner [2]          |
| 11     | 11      | Alex de Minaur          | 3.490             | 45                | 400                 | 3.845          | QF           | Alexander Zverev [4]       |
| 12     | 12      | Taylor Fritz            | 2.980             | 90                | 200                 | 3.090          | 4ª fase      | Casper Ruud [7]            |
| 13     | 13      | Holger Rune             | 2.700             | 360               | 200                 | 2.540          | 4ª fase      | Alexander Zverev [4]       |
| 14     | 14      | Tommy Paul              | 2.655             | 45                | 100                 | 2.710          | 3ª fase      | Francisco Cerúndolo [23]   |
| 15     | 15      | Ben Shelton             | 2.500             | 10                | 100                 | 2.590          | 3ª fase      | Félix Auger-Aliassime [21] |
| 16     | 19      | Nicolás Jarry           | 2.075             | 180               | 10                  | 1.905          | 1ª fase      | Corentin Moutet            |
| 17     | 16      | Ugo Humbert             | 2.285             | 45                | 10                  | 2.250          | 1ª fase      | Lorenzo Sonego             |
| 18     | 18      | Karen Khachanov         | 2.090             | 360               | 50                  | 1.780          | 2ª fase      | Jozef Kovalík [LL]         |
| 19     | 17      | Alexander Bublik        | 2.110             | 10                | 50                  | 2.150          | 2ª fase      | Jan-Lennard Struff         |
| 20     | 20      | Sebastián Báez          | 1.990             | 10                | 50                  | 2.030          | 2ª fase      | Sebastian Ofner            |
| 21     | 21      | Félix Auger-Aliassime   | 1.885             | 10                | 200                 | 2.075          | 4ª fase      | Carlos Alcaraz [3]         |
| 22     | 22      | Adrian Mannarino        | 1.865             | 10                | 10                  | 1.865          | 1ª fase      | Giulio Zeppieri [Q]        |
| 23     | 27      | Francisco Cerúndolo     | 1.590             | 180               | 200                 | 1.610          | 4ª fase      | Novak Djokovic [1]         |
| 24     | 24      | Alejandro Tabilo        | 1.645             | 16                | 10                  | 1.639          | 1ª fase      | Zizou Bergs [Q]            |
| 25     | 26      | Frances Tiafoe          | 1.630             | 90                | 50                  | 1.590          | 2ª fase      | Denis Shapovalov [PR]      |
| 26     | 25      | Tallon Griekspoor       | 1.635             | 45                | 100                 | 1.690          | 3ª fase      | Alexander Zverev [4]       |
| 27     | 28      | Sebastian Korda         | 1.565             | 45                | 100                 | 1.620          | 3ª fase      | Carlos Alcaraz [3]         |
| 28     | 29      | Tomás Martín Etcheverry | 1.550             | 360               | 100                 | 1.290          | 3ª fase      | Casper Ruud [7]            |
| 29     | 38      | Arthur Fils             | 1.145             | 0                 | 10                  | 1.155          | 1ª fase      | Matteo Arnaldi             |
| 30     | 30      | Lorenzo Musetti         | 1.370             | 180               | 100                 | 1.290          | 3ª fase      | Novak Djokovic [1]         |
| 31     | 31      | Mariano Navone          | 1.339             | (7)†              | 50                  | 1.382          | 2ª fase      | Tomáš Macháč               |
| 32     | 33      | Cameron Norrie          | 1.230             | 90                | 10                  | 1.150          | 1ª fase      | Pavel Kotov                |

† O jogador não disputou a chave principal em 2023, mas está defendendo os pontos de um ATP Challenger no lugar.

##### Desistências
| Ranking | Jogador      | Pontos anteriores | Pontos a defender | Nova pontuação | Motivo                      |
| ------- | ------------ | ----------------- | ----------------- | -------------- | --------------------------- |
| 23      | Jiří Lehečka | 1.685             | 45+10†            | 1.630          | Estresse na vértebra lombar |

† O jogador perderá 45 pontos do Torneio de Roland Garros e 10 pontos do ATP Challenger de Prostějov, ambos de 2023.

#### Feminino
| Cabeça | Ranking | Jogadora                 | Pontos anteriores | Pontos a defender | Pontos conquistados | Nova pontuação | Eliminada na | Eliminada por           |
| ------ | ------- | ------------------------ | ----------------- | ----------------- | ------------------- | -------------- | ------------ | ----------------------- |
| 1      | 1       | Iga Świątek              | 11.695            | 2.000             | 2.000               | 11.695         | Campeã       | –                       |
| 2      | 2       | Aryna Sabalenka          | 8.138             | 780               | 430                 | 7.788          | QF           | Mirra Andreeva          |
| 3      | 3       | Coco Gauff               | 7.638             | 430               | 780                 | 7.988          | SF           | Iga Świątek [1]         |
| 4      | 4       | Elena Rybakina           | 5.673             | 130               | 430                 | 5.973          | QF           | Jasmine Paolini [12]    |
| 5      | 6       | Markéta Vondroušová      | 4.143             | 70                | 430                 | 4.503          | QF           | Iga Świątek [1]         |
| 6      | 7       | Maria Sakkari            | 3.980             | 10                | 10                  | 3.980          | 1ª fase      | Varvara Gracheva        |
| 7      | 8       | Zheng Qinwen             | 3.945             | 70                | 130                 | 4.005          | 3ª fase      | Elina Avanesyan         |
| 8      | 9       | Ons Jabeur               | 3.748             | 430               | 430                 | 3.748          | QF           | Coco Gauff [3]          |
| 9      | 11      | Jeļena Ostapenko         | 3.318             | 70                | 70                  | 3.318          | 2ª fase      | Clara Tauson            |
| 10     | 13      | Daria Kasatkina          | 3.258             | 240               | 70                  | 3.088          | 2ª fase      | Peyton Stearns          |
| 11     | 10      | Danielle Collins         | 3.472             | 10                | 70                  | 3.532          | 2ª fase      | Olga Danilović [Q]      |
| 12     | 15      | Jasmine Paolini          | 2.898             | 70+95             | 1.300+35            | 4.068          | F            | Iga Świątek [1]         |
| 13     | 14      | Beatriz Haddad Maia      | 2.983             | 780               | 10                  | 2.213          | 1ª fase      | Elisabetta Cocciaretto  |
| 14     | 12      | Madison Keys             | 3.283             | 70                | 130                 | 3.343          | 3ª fase      | Emma Navarro [22]       |
| 15     | 19      | Elina Svitolina          | 2.290             | 430               | 240                 | 2.100          | 4ª fase      | Elena Rybakina [4]      |
| 16     | 18      | Ekaterina Alexandrova    | 2.480             | 130               | 10                  | 2.360          | 1ª fase      | Viktoriya Tomova        |
| 17     | 17      | Liudmila Samsonova       | 2.580             | 70                | 130                 | 2.640          | 3ª fase      | Elisabetta Cocciaretto  |
| 18     | 20      | Marta Kostyuk            | 2.180             | 10                | 70                  | 2.240          | 2ª fase      | Donna Vekić             |
| 19     | 21      | Victoria Azarenka        | 2.174             | 10                | 70                  | 2.234          | 2ª fase      | Mirra Andreeva          |
| 20     | 22      | Anastasia Pavlyuchenkova | 2.116             | 430               | 70                  | 1.756          | 2ª fase      | Ana Bogdan              |
| 21     | 23      | Caroline Garcia          | 2.068             | 70                | 70                  | 2.068          | 2ª fase      | Sofia Kenin             |
| 22     | 24      | Emma Navarro             | 2.068             | 70                | 240                 | 2.238          | 4ª fase      | Aryna Sabalenka [2]     |
| 23     | 25      | Anna Kalinskaya          | 1.916             | 0                 | 70                  | 1.986          | 2ª fase      | Bianca Andreescu [PR]   |
| 24     | 26      | Barbora Krejčíková       | 1.768             | 10                | 10                  | 1.768          | 1ª fase      | Viktorija Golubic       |
| 25     | 27      | Elise Mertens            | 1.739             | 240               | 130                 | 1.629          | 3ª fase      | Elena Rybakina [4]      |
| 26     | 28      | Katie Boulter            | 1.730             | 20+50             | 10+1                | 1.671          | 1ª fase      | Paula Badosa            |
| 27     | 29      | Linda Nosková            | 1.714             | 70+29             | 70+25               | 1.710          | 2ª fase      | Irina-Camelia Begu [PR] |
| 28     | 30      | Sorana Cîrstea           | 1.704             | 10                | 10                  | 1.704          | 1ª fase      | Anna Blinkova           |
| 29     | 31      | Veronika Kudermetova     | 1.623             | 10                | 10                  | 1.623          | 1ª fase      | Marie Bouzková          |
| 30     | 32      | Dayana Yastremska        | 1.622             | 40                | 130                 | 1.712          | 3ª fase      | Coco Gauff [3]          |
| 31     | 34      | Leylah Fernandez         | 1.565             | 70                | 130                 | 1.625          | 3ª fase      | Ons Jabeur [8]          |
| 32     | 33      | Kateřina Siniaková       | 1.585             | 10                | 70                  | 1.645          | 2ª fase      | Chloé Paquet [WC]       |

##### Desistências
| Ranking | Jogadora         | Pontos anteriores | Pontos a defender | Nova pontuação | Motivo                    |
| ------- | ---------------- | ----------------- | ----------------- | -------------- | ------------------------- |
| 5       | Jessica Pegula   | 4.550             | 130               | 4.420          | Recuperando-se de lesões  |
| 16      | Karolína Muchová | 2.810             | 1.300             | 1.510          | Cirurgia no punho direito |

### Duplas
| Cabeça | Ranking | Equipe            | Equipe                 |
| ------ | ------- | ----------------- | ---------------------- |
| 1      | 2       | Marcel Granollers | Horacio Zeballos       |
| 2      | 7       | Rohan Bopanna     | Matthew Ebden          |
| 3      | 11      | Rajeev Ram        | Joe Salisbury          |
| 4      | 15      | Ivan Dodig        | Austin Krajicek        |
| 5      | 23      | Santiago González | Édouard Roger-Vasselin |
| 6      | 28      | Kevin Krawietz    | Tim Pütz               |
| 7      | 31      | Wesley Koolhof    | Nikola Mektić          |
| 8      | 33      | Máximo González   | Andrés Molteni         |
| 9      | 36      | Marcelo Arévalo   | Mate Pavić             |
| 10     | 36      | Sander Gillé      | Joran Vliegen          |
| 11     | 41      | Simone Bolelli    | Andrea Vavassori       |
| 12     | 50      | Andreas Mies      | Neal Skupski           |
| 13     | 51      | Jamie Murray      | Michael Venus          |
| 14     | 55      | Nathaniel Lammons | Jackson Withrow        |
| 15     | 59      | Hugo Nys          | Jan Zieliński          |
| 16     | 63      | Sadio Doumbia     | Fabien Reboul          |

| Cabeça | Ranking | Equipe                   | Equipe                |
| ------ | ------- | ------------------------ | --------------------- |
| 1      | 3       | Hsieh Su-wei             | Elise Mertens         |
| 2      | 14      | Nicole Melichar-Martinez | Ellen Perez           |
| 3      | 23      | Demi Schuurs             | Luisa Stefani         |
| 4      | 31      | Barbora Krejčíková       | Laura Siegemund       |
| 5      | 31      | Coco Gauff               | Kateřina Siniaková    |
| 6      | 33      | Lyudmyla Kichenok        | Jeļena Ostapenko      |
| 7      | 36      | Marie Bouzková           | Sara Sorribes Tormo   |
| 8      | 36      | Caroline Dolehide        | Desirae Krawczyk      |
| 9      | 37      | Leylah Fernandez         | Erin Routliffe        |
| 10     | 42      | Ena Shibahara            | Wang Xinyu            |
| 11     | 52      | Sara Errani              | Jasmine Paolini       |
| 12     | 62      | Chan Hao-ching           | Veronika Kudermetova  |
| 13     | 68      | Ulrikke Eikeri           | Ingrid Neel           |
| 14     | 71      | Sofia Kenin              | Bethanie Mattek-Sands |
| 15     | 74      | Asia Muhammad            | Aldila Sutjiadi       |
| 16     | 80      | Miyu Kato                | Nadiia Kichenok       |

#### Mistas
| Cabeça | Equipe                | Equipe                 |
| ------ | --------------------- | ---------------------- |
| 1      | Ellen Perez           | Matthew Ebden          |
| 2      | Laura Siegemund       | Édouard Roger-Vasselin |
| 3      | Demi Schuurs          | Wesley Koolhof         |
| 4      | Desirae Krawczyk      | Neal Skupski           |
| 5      | Vera Zvonareva        | Sander Gillé           |
| 6      | Erin Routliffe        | Michael Venus          |
| 7      | Hsieh Su-wei          | Jan Zieliński          |
| 8      | Bethanie Mattek-Sands | Austin Krajicek        |

## Convidados à chave principal
Os jogadores a seguir receberam convite para disputar diretamente a chave principal baseados em seleções internas e recentes desempenhos.

### Simples
| Masculino | Feminino |
| --- | --- |
| - Térence Atmane - Richard Gasquet - Pierre-Hugues Herbert - Harold Mayot - Nicolas Moreno de Alboran - Giovanni Mpetshi Perricard - Alexandre Müller - Adam Walton | - Alizé Cornet - Fiona Ferro - Elsa Jacquemot - Kristina Mladenovic - Chloé Paquet - Jessika Ponchet - Ajla Tomljanović - Sachia Vickery |

### Duplas
| Masculinas | Femininas | Mistas |
| --- | --- | --- |
| - Dan Added / Théo Arribagé - Grégoire Barrère / Lucas Pouille - Titouan Droguet / Giovanni Mpetshi Perricard - Daniel Evans / Andy Murray - Richard Gasquet / Hugo Gaston - Quentin Halys / Nicolas Mahut - Alexandre Müller / Luca Sanchez | - Clara Burel / Chloé Paquet - Estelle Cascino / Carole Monnet - Alizé Cornet / Fiona Ferro - Émeline Dartron / Tiantsoa Rakotomanga Rajaonah - Varvara Gracheva / Elixane Lechemia - Elsa Jacquemot / Harmony Tan - Léolia Jeanjean / Jessika Ponchet | - Tessah Andrianjafitrimo / Ugo Humbert - Paula Badosa / Stefanos Tsitsipas - Clara Burel / Hugo Gaston - Alizé Cornet / Nicolas Mahut - Fiona Ferro / Pierre-Hugues Herbert - Elixane Lechemia / Albano Olivetti - Chloé Paquet / Grégoire Barrère - Diane Parry / Harold Mayot |

## Qualificados à chave principal
O qualificatório aconteceu no Stade Roland Garros entre 20 e 24 de maio de 2024.

### Simples
| Masculino | Feminino |
| --- | --- |
| 1. Grégoire Barrère 2. Mattia Bellucci 3. Zizou Bergs 4. Román Andrés Burruchaga 5. Jesper de Jong 6. Gabriel Diallo 7. Gustavo Heide 8. Mikhail Kukushkin 9. Hamad Medjedovic 10. Felipe Meligeni Alves 11. Filip Misolic 12. Shintaro Mochizuki 13. Thiago Monteiro 14. Henri Squire 15. Valentin Vacherot 16. Giulio Zeppieri | 1. Julia Avdeeva 2. Irene Burillo Escorihuela 3. Lucija Ćirić Bagarić 4. Olga Danilović 5. Sara Errani 6. Léolia Jeanjean 7. Eva Lys 8. Jule Niemeier 9. Laura Pigossi 10. Julia Riera 11. Zeynep Sönmez 12. Rebecca Šramková 13. Yuliia Starodubtseva 14. Moyuka Uchijima 15. Katie Volynets 16. Tamara Zidanšek |

Lucky losers
| 1. Jozef Kovalík 2. J. J. Wolf 3. Otto Virtanen | 1. Hailey Baptiste 2. Jana Fett 3. Dalma Gálfi 4. Panna Udvardy |

## Eliminações em simples

### Masculino
| Final                      | Final                           | Final                       | Final                        |
| -------------------------- | ------------------------------- | --------------------------- | ---------------------------- |
| Alexander Zverev [4]       |                                 |                             |                              |
| Semifinais                 |                                 |                             |                              |
| Casper Ruud [7]            | Casper Ruud [7]                 | Jannik Sinner [2]           | Jannik Sinner [2]            |
| Quartas de final           |                                 |                             |                              |
| Novak Djokovic [1]         | Alex de Minaur [11]             | Stefanos Tsitsipas [9]      | Grigor Dimitrov [10]         |
| Quarta fase                |                                 |                             |                              |
| Francisco Cerúndolo [23]   | Taylor Fritz [12]               | Holger Rune [13]            | Daniil Medvedev [5]          |
| Matteo Arnaldi             | Félix Auger-Aliassime [21]      | Hubert Hurkacz [8]          | Corentin Moutet              |
| Terceira fase              |                                 |                             |                              |
| Lorenzo Musetti [30]       | Tommy Paul [14]                 | Thanasi Kokkinakis          | Tomás Martín Etcheverry [28] |
| Tallon Griekspoor [26]     | Jozef Kovalík (LL)              | Jan-Lennard Struff          | Tomáš Macháč                 |
| Andrey Rublev [6]          | Zhang Zhizhen                   | Ben Shelton [15]            | Sebastian Korda [27]         |
| Denis Shapovalov (PR)      | Zizou Bergs (Q)                 | Sebastian Ofner             | Pavel Kotov                  |
| Segunda fase               |                                 |                             |                              |
| Roberto Carballés Baena    | Gaël Monfils                    | Filip Misolic (Q)           | Fabio Fognini                |
| Dušan Lajović              | Giulio Zeppieri (Q)             | Arthur Rinderknech          | Alejandro Davidovich Fokina  |
| David Goffin               | Luciano Darderi                 | Karen Khachanov [18]        | Flavio Cobolli               |
| Jaume Munar                | Alexander Bublik [19]           | Mariano Navone [31]         | Miomir Kecmanović            |
| Pedro Martínez             | Alexandre Müller (WC)           | Lorenzo Sonego              | Daniel Altmaier              |
| Kei Nishikori (PR)         | Henri Squire (Q)                | Kwon Soon-woo (PR)          | Jesper de Jong (Q)           |
| Brandon Nakashima          | Frances Tiafoe [25]             | Maximilian Marterer         | Fábián Marozsán              |
| Alexander Shevchenko       | Sebastián Báez [20]             | Stan Wawrinka               | Richard Gasquet (WC)         |
| Primeira fase              |                                 |                             |                              |
| Pierre-Hugues Herbert (WC) | Constant Lestienne              | Thiago Seyboth Wild         | Daniel Elahi Galán           |
| Yannick Hanfmann           | Otto Virtanen (LL)              | Botic van de Zandschulp     | Pedro Cachín                 |
| Federico Coria             | Roman Safiullin                 | Alexei Popyrin              | Adrian Mannarino [22]        |
| Arthur Cazaux              | Adam Walton (WC)                | Valentin Vacherot (Q)       | Felipe Meligeni Alves (Q)    |
| Rafael Nadal (PR)          | Giovanni Mpetshi Perricard (WC) | Rinky Hijikata              | Mackenzie McDonald           |
| Sumit Nagal                | Marcos Giron                    | Hamad Medjedovic (Q)        | Daniel Evans                 |
| Alex Michelsen             | Roberto Bautista Agut           | Román Andrés Burruchaga (Q) | Grégoire Barrère (Q)         |
| Pablo Carreño Busta (PR)   | Nuno Borges                     | Thiago Monteiro (Q)         | Dominik Koepfer              |
| Taro Daniel                | Thiago Agustín Tirante          | Luca Nardi                  | Arthur Fils [29]             |
| Ugo Humbert [17]           | Aleksandar Vukic                | Laslo Djere                 | Márton Fucsovics             |
| Hugo Gaston                | Gabriel Diallo (Q)              | Max Purcell                 | Yoshihito Nishioka           |
| Harold Mayot (WC)          | Emil Ruusuvuori                 | Jack Draper                 | J. J. Wolf (LL)              |
| Shintaro Mochizuki (Q)     | Nicolas Moreno de Alboran (WC)  | Luca Van Assche             | Mattia Bellucci (Q)          |
| Alejandro Tabilo [24]      | Jordan Thompson                 | Mikhail Kukushkin (Q)       | Aleksandar Kovacevic         |
| Nicolás Jarry [16]         | Aslan Karatsev                  | Térence Atmane (WC)         | Gustavo Heide (Q)            |
| Cameron Norrie [32]        | Andy Murray                     | Borna Ćorić                 | Christopher Eubanks          |

### Feminino
| Final                   | Final                         | Final                         | Final                      |
| ----------------------- | ----------------------------- | ----------------------------- | -------------------------- |
| Jasmine Paolini [12]    |                               |                               |                            |
| Semifinais              |                               |                               |                            |
| Coco Gauff [3]          | Coco Gauff [3]                | Mirra Andreeva                | Mirra Andreeva             |
| Quartas de final        |                               |                               |                            |
| Markéta Vondroušová [5] | Ons Jabeur [8]                | Elena Rybakina [4]            | Aryna Sabalenka [2]        |
| Quarta fase             |                               |                               |                            |
| Anastasia Potapova      | Olga Danilović (Q)            | Elisabetta Cocciaretto        | Clara Tauson               |
| Elina Avanseyan         | Elina Svitolina [15]          | Varvara Gracheva              | Emma Navarro [22]          |
| Terceira fase           |                               |                               |                            |
| Marie Bouzková          | Wang Xinyu                    | Donna Vekić                   | Chloé Paquet (WC)          |
| Dayana Yastremska [30]  | Liudmila Samsonova [17]       | Sofia Kenin                   | Leylah Fernandez [31]      |
| Zheng Qinwen [7]        | Bianca Andreescu (PR)         | Ana Bogdan                    | Elise Mertens [25]         |
| Irina-Camelia Begu (PR) | Peyton Stearns                | Madison Keys [14]             | Paula Badosa               |
| Segunda fase            |                               |                               |                            |
| Naomi Osaka (PR)        | Jana Fett (LL)                | Viktorija Golubic             | Viktoriya Tomova           |
| Danielle Collins [11]   | Marta Kostyuk [18]            | Kateřina Siniaková [32]       | Katie Volynets (Q)         |
| Tamara Zidanšek (Q)     | Wang Yafan                    | Amanda Anisimova (PR)         | Cristina Bucșa             |
| Jeļena Ostapenko [9]    | Caroline Garcia [21]          | Wang Xiyu                     | Camila Osorio              |
| Tamara Korpatsch        | Anna Blinkova                 | Anna Kalinskaya [23]          | Hailey Baptiste (LL)       |
| Diane Parry             | Anastasia Pavlyuchenkova [20] | Petra Martić                  | Arantxa Rus                |
| Bernarda Pera           | Linda Nosková [27]            | Victoria Azarenka [19]        | Daria Kasatkina [10]       |
| Mayar Sherif            | Sara Errani (Q)               | Yulia Putintseva              | Moyuka Uchijima (Q)        |
| Primeira fase           |                               |                               |                            |
| Léolia Jeanjean (Q)     | Lucia Bronzetti               | Jéssica Bouzas Maneiro        | Veronika Kudermetova [29]  |
| Barbora Krejčíková [24] | Kamilla Rakhimova             | Jule Niemeier (Q)             | Ekaterina Alexandrova [16] |
| Caroline Dolehide       | Martina Trevisan              | Lesia Tsurenko                | Laura Pigossi (Q)          |
| Dalma Gálfi (LL)        | Diana Shnaider                | Aleksandra Krunić (PR)        | Rebeka Masarova            |
| Julia Avdeeva (Q)       | Alison Van Uytvanck (PR)      | Maria Timofeeva               | Ajla Tomljanović (WC)      |
| Magda Linette           | Rebecca Šramková (Q)          | Yuliia Starodubtseva (Q)      | Beatriz Haddad Maia [13]   |
| Jaqueline Cristian      | Tatjana Maria                 | Laura Siegemund               | Eva Lys (Q)                |
| Jessika Ponchet (WC)    | Bai Zhuoxuan                  | Anhelina Kalinina             | Sachia Vickery (WC)        |
| Alizé Cornet (WC)       | Ashlyn Krueger                | Zhu Lin                       | Sorana Cîrstea [28]        |
| Clara Burel             | Sara Sorribes Tormo           | Kayla Day                     | Daria Saville (PR)         |
| Karolína Plíšková       | Fiona Ferro (WC)              | Elsa Jacquemot (WC)           | Panna Udvardy (LL)         |
| María Lourdes Carlé     | Kristina Mladenovic (WC)      | Angelique Kerber (PR)         | Greet Minnen               |
| Maria Sakkari [6]       | Nao Hibino                    | Julia Riera (Q)               | Harriet Dart               |
| Nadia Podoroska         | Emina Bektas                  | Lucija Ćirić Bagarić (Q)      | Magdalena Fręch            |
| Renata Zarazúa          | Yuan Yue                      | Anna Karolína Schmiedlová     | Zeynep Sönmez (Q)          |
| Katie Boulter [26]      | Sloane Stephens               | Irene Burillo Escorihuela (Q) | Erika Andreeva             |

## Finais

### Profissional
| Categoria | Evento    | Campeã(s)(o/ões)                       | Vice-campeã(s)(o/ões)           | Resultado               | Chave(s)  | Chave(s)       |
| --------- | --------- | -------------------------------------- | ------------------------------- | ----------------------- | --------- | -------------- |
| Simples   | Masculino | Carlos Alcaraz                         | Alexander Zverev                | 6–3, 2–6, 5–7, 6–1, 6–2 | principal | qualificatório |
| Simples   | Feminino  | Iga Świątek                            | Jasmine Paolini                 | 6–2, 6–1                | principal | qualificatório |
| Duplas    | Masculino | Marcelo Arévalo Mate Pavić             | Simone Bolelli Andrea Vavassori | 7–5, 6–3                | principal | principal      |
| Duplas    | Feminino  | Coco Gauff Kateřina Siniaková          | Sara Errani Jasmine Paolini     | 7–65, 6–3               | principal | principal      |
| Duplas    | Misto     | Laura Siegemund Édouard Roger-Vasselin | Desirae Krawczyk Neal Skupski   | 6–4, 7–5                | principal | principal      |

### Juvenil
| Categoria | Evento    | Campeã(s)(o/ões)                    | Vice-campeã(s)(o/ões)         | Resultado     | Chave(s)  | Chave(s)       |
| --------- | --------- | ----------------------------------- | ----------------------------- | ------------- | --------- | -------------- |
| Simples   | Masculino | Kaylan Bigun                        | Tomasz Berkieta               | 4–6, 6–3, 6–3 | principal | qualificatório |
| Simples   | Feminino  | Tereza Valentová                    | Laura Samson                  | 6–3, 7–60     | principal | qualificatório |
| Duplas    | Masculino | Nicolai Budkov Kjær Joel Schwärzler | Federico Cinà Rei Sakamoto    | 6–4, 7–63     | principal | principal      |
| Duplas    | Feminino  | Renáta Jamrichová Tereza Valentová  | Tyra Caterina Grant Iva Jovic | 6–4, 6–4      | principal | principal      |

### Cadeirante
| Categoria | Evento       | Campeã(s)(o/ões)              | Vice-campeã(s)(o/ões)         | Resultado           | Chave     |
| --------- | ------------ | ----------------------------- | ----------------------------- | ------------------- | --------- |
| Simples   | Masculino    | Tokito Oda                    | Gigi Fernández                | 7–5, 6–3            | principal |
| Simples   | Feminino     | Diede de Groot                | Zhu Zhenzhen                  | 4–6, 6–2, 6–3       | principal |
| Simples   | Tetraplégico | Guy Sasson                    | Sam Schröder                  | 6–2, 3–6, 7–6(10–7) | principal |
| Duplas    | Masculino    | Alfie Hewett Gordon Reid      | Takuya Miki Tokito Oda        | 6–1, 6–4            | principal |
| Duplas    | Feminino     | Diede de Groot Aniek van Koot | Yui Kamiji Kgothatso Montjane | 66–7, 7–62, [10–4]  | principal |
| Duplas    | Tetraplégico | Sam Schröder Niels Vink       | Andy Lapthorne Guy Sasson     | 7–69, 6–1           | principal |

### Cadeirante juvenil
| Categoria | Evento    | Campeã(s)(o/ões)                | Vice-campeã(s)(o/ões)         | Resultado         | Chave     |
| --------- | --------- | ------------------------------- | ----------------------------- | ----------------- | --------- |
| Simples   | Masculino | Maximilian Taucher              | Ivar van Rijt                 | 2–6, 6–4, 7–68    | principal |
| Simples   | Feminino  | Ksénia Chasteau                 | Maylee Phelps                 | 6–2, 6–3          | principal |
| Duplas    | Masculino | Ruben Harris Maximilian Taucher | Yassin Hill Ivar van Rijt     | 7–5, 6–4          | principal |
| Duplas    | Feminino  | Ksénia Chasteau Maylee Phelps   | Vitória Miranda Yuma Takamuro | 3–6, 6–0, [18–16] | principal |